# Cinnycerthia unirufa
Cinnycerthia unirufa là một loài chim trong họ Troglodytidae.